# Championnat du monde de concours complet
Les championnats du monde de concours complet délivrent tous les quatre ans, en alternance avec les Jeux olympiques un titre de champion du monde individuel et un titre de champion du monde par équipe nationale.

## Histoire
En 1966, les premiers championnats du monde sont organisés à Burghley House en Angleterre. 
À partir de 1990, la Fédération équestre internationale a regroupé toutes les disciplines équestres qu'elle reconnaît sur un même lieu en un seul championnat appelé Jeux équestres mondiaux (FEI Games).

## Villes organisatrices
Championnats du monde
- 1966 : Burghley House en Grande-Bretagne
- 1970 : Punchestown en Irlande
- 1974 : Burghley House en Grande-Bretagne
- 1978 : Lexington  aux États-Unis
- 1982 : Salzhausen en Allemagne
- 1986 : Gawler en Australie

jeux équestres mondiaux
- 1990 : Stockholm en Suède
- 1994 : la Haye aux Pays-Bas
- 1998 : Rome en Italie
- 2002 : Jerez de la Frontera en Espagne
- 2006 : Aix-la-Chapelle en Allemagne
- 2010 : Lexington dans le Kentucky aux États-Unis
- 2014 : Caen (Basse-Normandie) en France
- 2018 : Tryon en Caroline du Nord aux États-Unis

Championnats du monde
- 2022 : Pratoni del Vivaro  en Italie
- 2026 : Aix-la-Chapelle en Allemagne

## Palmarès

### Individuel
| Année | Cavalier (Cheval)                | Nationalité     |
| ----- | -------------------------------- | --------------- |
| 1966  | Carlos Moratorio (Chalán)        | Argentine       |
| 1970  | Mary Gordon-Watson (Cornishman ) | Grande-Bretagne |
| 1974  | Bruce Davidson (Irish Cap)       | États-Unis      |
| 1978  | Bruce Davidson (Might Tango)     | États-Unis      |
| 1982  | Lucinda Green (Regal Realm)      | Grande-Bretagne |
| 1986  | Virginia Leng (Priceless)        | Grande-Bretagne |

| Année | Cavalier (Cheval)                  | Nationalité      |
| ----- | ---------------------------------- | ---------------- |
| 1990  | Blyth Tait (Messiah )              | Nouvelle-Zélande |
| 1994  | Vaughn Jefferis (Bounce)           | Nouvelle-Zélande |
| 1998  | Blyth Tait (Ready Teddy)           | Nouvelle-Zélande |
| 2002  | Jean Teulère (Espoir de la Mare)   | France           |
| 2006  | Zara Phillips (Toytown)            | Grande-Bretagne  |
| 2010  | Michael Jung (La Biosthetique Sam) | Allemagne        |
| 2014  | Sandra Auffarth (Opgun Louv)       | Allemagne        |
| 2018  | Rosalind Canter (Allstar B)        | Royaume-Uni      |

| Année | Cavalier (Cheval)              | Nationalité |
| ----- | ------------------------------ | ----------- |
| 2022  | Yasmin Ingham (Banzaï du Loir) | Royaume-Uni |

### Équipe
| Année | Cavaliers (Chevaux) | Nationalité     |
| ----- | --- | --------------- |
| 1966  | Virginia Freeman-Jackson (Sam Weller), Maj. Eddie Boylan (Durlas Eile), Penelope Moreton (Loughlin), Tom Brennan (Kilkenny) | Irlande         |
| 1970  | Mary Gordon-Watson (Cornishman V), Richard Meade (The Poacher), Mark Phillips (Chicago III), Stuart Stevens (Benson)        | Grande-Bretagne |
| 1974  | Bruce Davidson (Irish Cap), John-Michael Plumb (Good Mixture), Edward Emerson (Victor Dakin), Don Sachey (Plain Sailing)    | États-Unis      |
| 1978  | Mark Ishoy (Law And Order), Juliet Bishop (Sumatra), Elizabeth Ashton (Sunrise), Cathy Wedge (Abracadabra)                  | Canada          |
| 1982  | Lucinda Green (Regal Realm), Richard Meade (Kilcashel), Virginia Holgate (Priceless), Rachel Bayliss (Mystic Minstrel)      | Grande-Bretagne |
| 1986  | Virginia Leng (Priceless), Lorna Clarke (Myross), Ian Stark (Oxford Blue), Clarissa Strachan (Delphy Dazzle)                | Grande-Bretagne |

| Année | Cavaliers (Chevaux) | Nationalité      |
| ----- | --- | ---------------- |
| 1990  | Andrew Nicholson (Spinning Rhombus), Andrew Scott (Umptee), Blyth Tait (Messiah), Mark Todd (Bahlua)                               | Nouvelle-Zélande |
| 1994  | Karen Dixon (Get Smart), Mary Thomson (King William), Charlotte Bathe (The Cool Customer), Kristina Gifford (General Jock)         | Grande-Bretagne  |
| 1998  | Blyth Tait (Ready Teddy), Mark Todd (Broadcast News), Vaughan Jefferis (Bounce), Sally Clark (Squirrel Hill)                       | Nouvelle-Zélande |
| 2002  | John Williams (Carrick), Kimberly Vinoski (Winsome Adante), David O'Connor (Giltedge), Amy Tryon (Poggio II)                       | États-Unis       |
| 2006  | Frank Ostholt (Air Jordan 2), Hinrich Romeike (Marius Voigt-Logistik), Bettina Hoy (Ringwood Cockatoo), Ingrid Klimke (Sleep Late) | Allemagne        |
| 2010  | William Fox-Pitt (Cool Mountain), Mary King (Imperial Cavalier), Nicola Wilson (Opposition Buzz), Kristina Cook (Miners Frolic)    | Grande-Bretagne  |
| 2014  | Sandra Auffarth (Opgun Louvo), Michael Jung (Fishcherrocana F), Ingrid Klimke (FRH Escada JS), Dirk Schrade (Hop and Skip)         | Allemagne        |
| 2018  | Rosalind Canter (on Allstar B), Piggy French (Quarrycrest Echo), Tom McEwen (Toledo de Kerser), Gemma Tattersall (Arctic Soul)     | Grande-Bretagne  |

| Année | Cavaliers (Chevaux) | Nationalité |
| ----- | --- | ----------- |
| 2022  | Sandra Auffarth (Viamant du Matz), Julia Krajewski (Amande de B‘Néville), Christopher Wahler (Carjatan S) et Michael Jung (FischerChipmunk FRH) | Allemagne   |